# Пирогівська сільська рада
Пирогівська сільська рада — колишній орган місцевого самоврядування у Глобинському районі Полтавської області з центром у селі Пироги. Окрім Пирогів раді підпорядковане ще село Яроші. Населення сільської ради на 1 січня 2011 року становить 1203 особи.

## Географія
Село Пироги розташоване за 14 км від районного центру міста Глобине та за 11 км від залізничної станції Глобине. Площа сільської ради 4495 га, 90 % території — сільськогосподарські угіддя, 0,005 % — лісові землі, 0,02 % — водойми, 9,975 % — інші землі.
Сільська рада межує з Опришківською, Бабичівською, Борисівською сільськими радами та Глобинської міською радою.
На території сільської ради протікає річка Кагамлик, яка носить місцеву назву Сухий Кагамлик, що у багатьох місцях перетворилася на болота та пересохла.
Пирогівська сільська рада розташована у лісостеповій зоні. Ґрунти переважно чорноземні.
Територію сільської ради пересікають: автотраса Хорол-Кременчук, Пироги-Бориси, Пироги-Ганнівка-Градизьк. Автомобільних шляхів 8 км обласного значення та 8,12 км районного значення.

## Населення
На території Землянківської сільської ради розташовано 2 населені пункти з населенням на 1 січня 2011 року 1203 особи:
| № | Назва села | 2001 чол. | 2011 чол. |
| - | ---------- | --------- | --------- |
| 1 | с. Пироги  | 877       | 816       |
| 2 | с. Яроші   | 468       | 287       |
|   | всього     | 1345      | 1203      |

## Влада
- Сільські голови[1]:
Кір'ян Тамара Олександрівна
- 15 депутатів сільської ради[1].

## Економіка
Виробнича спеціалізація підприємств розташованих на території Пирогівської сільської ради: виробництво зерна і технічних культур.
| № | Назва підприємства       | П. І. Б. керівника               | Вид діяльності                                                |
| - | ------------------------ | -------------------------------- | ------------------------------------------------------------- |
| 1 | ТОВ "Агрофірма"Хлібодар" | Кочерга Петро Іванович           | вирощування зернових і технічних культур, а також садівництво |
| 2 | ТОВ "Агрофірма"Зоря"     | Голобородько Олексій Миколайович | вирощування зернових і технічних культур                      |
| 3 | СФГ"Верест"              | Голобородько Станіслав Іванович  | вирощування зернових і технічних культур                      |

## Інфраструктура
Села повністю газифіковані, наявне централізоване водопостачання. На території сільради розташовані:
- Пирогівська загальноосвітня школа І — ІІІ ступенів
- Пирогівський фельдшерсько-акушерський пункт
- Ярошівський фельдшерсько-акушерський пункт
- бібліотека

## Пам'ятки
На території сільської ради знаходиться 1 пам'ятник археології, що включає 1 курган.
У центрі сіл Пироги та Яроші у 1956 році вставлено пам'ятники воїнам Радянської армії і воїнам односельцям, які загинули у роки Радянсько-німецької війни.

## Особистості
- Роговий Юрій Феодосійович — письменник, поет;
- Матвієць Олександр Миколайович — краєзнавець, дослідник історії сіл Пироги та Яроші та Пирогівської школи.
- Борисенко Василь Павлович — Герой Радянського Союзу[2]